# Bureaucratie professionnelle
Dans la Théorie des organisations, une bureaucratie professionnelle est une organisation qui met la standardisation des compétences au cœur de son système de fonctionnement.
D'après Henry Mintzberg, on entend par là une organisation dotée :
- d'une ligne hiérarchique limitée,
- d'un sommet stratégique disposant de peu de pouvoirs pour défendre ses options
- et d'une base opérationnelle pour tout ou partie dotée d'un haut niveau de compétence lui permettant de se dispenser de toute formalisation. En effet, grâce à leur haut niveau de compétence, les professionnels possèdent une large autonomie et détiennent un pouvoir substantiel sur la réalisation de leur travail.